# Frits Staal
Johan Fredrik „Frits“ Staal (* 3. November 1930 in Amsterdam; † 19. Februar 2012 in Chiang Mai, Thailand) war ein niederländischer Philosoph, Sprachwissenschaftler, Indologe und bekannter Forscher zur antiken Philosophie, der sich in seinen Forschungen unter anderem mit dem Vergleich des Advaita-Vedanta und Neuplatonismus befasste.

## Leben

### Studium und Lehrtätigkeiten
Staal, ein Sohn des Architekten Jan Frederik Staal, studierte nach dem Schulbesuch Mathematik, Naturwissenschaften und Philosophie an der Universität von Amsterdam. Im Anschluss setzte er seine Studien in den Fächern Indische Philosophie und Sanskrit an der Banaras Hindu University (BHU) fort und schloss dort 1957 seine Promotion mit einer Dissertation zum Sanskrit in Chennai ab.
Danach war er von 1958 bis 1962 als Lektor für Sanskrit an der Schule für orientalische und afrikanische Studien der Universität London tätig sowie zeitgleich von 1961 bis 1962 Assistant Professor und Associate Professor für Indische Philosophie an der University of Pennsylvania.
Im Anschluss kehrte er in die Niederlande zurück und übernahm zwischen 1962 und 1967 eine Professur für allgemeine und vergleichende Philosophie an der Universität von Amsterdam.
1967 erregte er mit seinem Aufsatz Zinvolle en zinloze Filosofie in der Literaturzeitschrift De Gids Aufsehen: Darin schlug er vor, dass nur verifizierbare Aussagen eine sinnvolle Philosophie bilden. Aussagen wie Martin Heideggers „Das Nichts nichtet“ seien nicht untersuchbar oder überprüfbar und daher sinnlos. Seine in diesem Artikel geäußerten Ansichten über europäische und insbesondere deutsche sowie niederländische Philosophen führten zu heftigen Auseinandersetzungen mit Vertretern der nichtanalytischen Philosophie wie J. Aler.
1968 erfolgte seine Berufung zum Professor für Philosophie und südasiatische Sprachen an der University of California, Berkeley, an der er bis zu seiner Emeritierung 1991 lehrte. Daneben war er als Gastprofessor am Massachusetts Institute of Technology (MIT) sowie den Universitäten von Bangkok, Kyōto, Paris, Peradeniya, Stanford, Sussex, Tokio und der Georgetown University tätig.
1975 unternahm er als Leiter einer Gruppe von Wissenschaftlern eine zwölftägige Forschungsreise nach Kerala zur Dokumentation des vedischen Agnicayana (Feueropfer). Die dortigen Untersuchungsergebnisse veröffentlichte er in zwei umfangreichen Fachbüchern sowie in einem Dokumentarfilm mit dem Titel Altar of Fire.
2003 übernahm er schließlich für einige Zeit eine Gastprofessur an der Universität Leiden. Seit 1979 war er korrespondierendes Mitglied der Königlich Niederländischen Akademie der Wissenschaften.

### Schwerpunkte seiner Arbeiten und Ansichten
In seinen Forschungen befasste er sich unter anderem mit dem Vergleich von Advaita-Vedanta mit dem Neuplatonismus. Neben seiner Lehrtätigkeit beschäftigte sich Staal weiterhin mit Studien über vedische Rituale sowie Mantren und unternahm Feldstudien über rituelle Handlungen und Mystizismen. Des Weiteren bildeten Untersuchungen über die Logik in der Philosophie der Antike und der indischen Philosophie, die Grammatik des Sanskrit sowie die griechische und vedische Geometrie Schwerpunkte seiner Arbeit.
Methodologisch war Staal davon überzeugt, dass das gesamte Universum für rationale Untersuchungen offen ist. Dazu führte er aus:
„Studying something 'irrationally' is refusing to study it“ (‚Etwas "irrational" zu studieren ist die Verweigerung dieses Studiums‘)
Ein immer wiederkehrendes Thema Staals war, dass Gebiete wie die Mystik von Ritualen nicht für rationale, wissenschaftliche Untersuchungen offen waren wie andere Aspekte des Universums. Er bestritt die kulturelle oder soziale Bedeutung von Ritualen: „The only cultural values rituals transmit are rituals.“ Laut Staal verhinderten auch künstliche Unterscheidungen zwischen „Ost“ und „West“ bei den Natur- und Geisteswissenschaften eine fruchtbare Untersuchung des menschlichen Lebens. Seine Studie über die von Panini verfasste Sanskrit-Grammatik mit dem Titel Ashtadhyayi untergrub die bisher angenommene Überlegenheit der griechischen Klassiker auf dem Gebiet der wissenschaftlichen Analyse. Daraus zog er die Schlussfolgerung, dass Logik, Linguistik und andere Wissenschaften keine Eigenschaften bestimmter Kultur seien, sondern universelle Merkmale der Menschheit.

## Veröffentlichungen
- Advaita and Neoplatonism. A Critical Study in Comparative Philosophy, 1961
- Nambudiri Veda Recitation, 1961
- Word Order in Sanskrit and Universal Grammar, 1967
- A Reader on the Sanskrit Grammarians, 1972
- Exploring Mysticism. A Methodological Essay. University of California Press & Penguin Books, 1975; Neuauflage Neu-Delhi 2013.
- The Science of Ritual, 1982
- AGNI - The Vedic Ritual of the Fire Altar, 3 Bände, 1983
- The Stamps of Jammu and Kashmir, 1983
- Over Zin en Onzin, 1986
- Universals. Studies in Indian Logic and Linguistics, Chicago 1988
- Een Wijsgeer in het Oosten. Op reis door Java en Kalimantan, 1988
- Rules Without Meaning. Ritual, Mantras and the Human Sciences. (=Toronto Studies in Religion, vol. 4.) New York, Bern 1989; 2. Aufl. 1993.
- Jouer avec le feu. Pratique et théorie du rituel védique, 1990
- Concepts of Science in Europe and Asia, 1993
- Mantras between Fire and Water. Reflections on a Balinese Rite, 1995
- Drie bergen en zeven rivieren: Essays, 2004
- Discovering the Vedas: Origins, Mantras, Rituals, Insights, 2008

in deutscher Sprache
- Die Autorität der Veden: Ein Briefwechsel zwischen A. C. Bhaktivedanta Swami und Dr. J. F. Staal, Hamburg 1972